# Episodi di Villa Arzilla
Questa è la lista degli episodi della serie televisiva sit-com Villa Arzilla.
| nº | Titolo episodio |
| -- | --------------- |
| 1  | Mens sana       |
| 2  | Cucù            |
| 3  | Notturna        |
| 4  | Topo            |
| 5  | Picnic          |
| 6  | Telesorriso     |
| 7  | Ricordi         |
| 8  | Bassotuba       |
| 9  | Occupazione     |
| 10 | Maga            |
| 11 | Lotteria        |
| 12 | Nemico          |
| 13 | Luna piena      |
| 14 | È vietato       |
| 15 | Guaritore       |
| 16 | Fonte           |
| 17 | Poltrona        |
| 18 | Ragazzi         |
| 19 | Ferie           |
| 20 | Assessore       |

## Mens sana
Gli ospiti di Villa Arzilla sono impegnati in una lezione di ginnastica, ma la scomparsa di una pensionante, Irina, rovina il divertimento...

## Cucù
La marchesa Margaritelli regala agli ospiti di Villa Arzilla un orologio a cucù. Solo il ragionier Pantalla sembra gradire il dono. Il cucù scompare misteriosamente, la sparizione sembrerebbe legata all'arrivo di un tale, Socrate Bollani, appena uscito di galera.

## Notturna
Natale movimentato a Villa Arzilla, in piena notte qualcuno bussa improvvisamente alla porta. Si tratta di Maria Luisa Pezi, una ragazza incinta che, a causa di un guasto alla macchina e in preda alle doglie, chiede aiuto proprio agli anziani ospiti della Villa.
Nel corso dell’episodio si scoprirà che Maria Luisa, la quale intanto darà alla luce un bambino, è la nipote del generale, e che i due non si vedevano da tempo.

## Topo
Il cuoco Raffaele trova un topo in cucina. Le signore della villa cominciano a vedere topi dappertutto. Solo il generale sembra non curarsi del caso e anzi si batte contro la derattizzazione...

## Picnic
Gli ospiti della villa sono in procinto di recarsi in campagna per un picnic, ma il tempo inclemente li costringerà a restare in villa...

## Telesorriso
Gli ospiti della villa ricevono la visita di una troupe televisiva locale che deve realizzare un'inchiesta sulla terza età, dal titolo: "Vecchiaia e lacrime". Gli ospiti allestiscono una curiosa protesta contro gli uomini della TV.

## Ricordi
La memoria degli ospiti della villa gioca qualche scherzo: questi rievocano eventi del passato, ma non ricordano proprio tutto, come il nome di un vecchio ospite della villa...

## Bassotuba
A Gastone hanno offerto un posto di bassotuba supplente nella banda musicale del luogo. L'anziano ospite comincia ad esercitarsi nella stanza che è proprio adiacente alla sala comune, dove il generale sta scrivendo le sue memorie.

## Occupazione
Il medico provinciale ha prescritto una dieta sperimentale agli ospiti della villa. È una dieta molto magra, a base di riso e zucchine. II ragionier Pantalla è felice, i digiunanti decisamente meno. Arrivano ad organizzare una «festosa» protesta.

## Maga
A Villa Arzilla giunge una certa maga Aspasia: tutti corrono a farsi predire il futuro, ad eccezione del  generale, che svelerà invece alcuni dettagli sul passato di questa sedicente maga...

## Lotteria
Al tuttofare Gazebo arriva una telefonata dall'Egitto: ha vinto alla lotteria. Il ragionier Pantalla fantastica sui possibili impieghi dei soldi.

## Nemico
La signorina Tazzini che possiede metà dell'edificio di Villa Arzilla ha deciso di vendere la sua parte a degli affaristi giapponesi. Gli ospiti della villa si mettono in moto per sabotare il progetto.

## Luna piena
A Villa Arzilla si attende la visita di un geriatra che deve realizzare un'inchiesta sulla sessualità nella terza età. La coincidenza della luna piena risveglierà antiche passioni negli anziani ospiti.

## È vietato
Il generale fa affiggere su una parete un quadro con un duro avviso programmatico. Ma, agli occhi di due visitatori abituali, l'avviso assume uno strano significato. Ciò irrita il generale, che già ha dato segni di insofferenza verso i due. E gli ospiti della villa rincarano la dose, burlandosi degli estranei.

## Guaritore
Gli ospiti di Villa Arzilla scoprono che Gastone è un guaritore, da un contadino che per riconoscenza gli regala due polli. II generale escogita allora uno scherzo ai danni di Pantalla.

## Fonte
Le tre sorelle Irina, Olga e Mascia provano l'acqua che sgorga da una fonte nei giardini di Villa Arzilla e la trovano miracolosa. Il generale è d'accordo con il ragionier Pantalla, che vuole commercializzare l'acqua. Gazebo e il cuoco Raffaele protestano.

## Poltrona
Il generale ordina una poltrona, ma l'amministratore, il ragionier Pantalla, lo ammonisce ricordandogli che il regolamento della villa non consente l'introduzione di ulteriori arredi. Anche se alcuni di loro sono contrari alla poltrona, gli ospiti della villa si compattano pur di andar contro il fiscale amministratore...

## Ragazzi
Una fotografa e il suo assistente giungono in villa per ritrarre la ancora affascinante Vittoria Gransasso, ex attrice di teatro. Il generale scambia il giovane assistente per un'altra persona, un tossicodipendente che la signora Adele vorrebbe aiutare...

## Ferie
Il personale di Villa Arzilla è in subbuglio perché non si riesce a trovare un accordo sulle ferie.

## Assessore
A Villa Arzilla si attende la visita di un assessore, ma gli ospiti della pensione si danno per malati perché non hanno alcuna intenzione di incontrarlo.